# Willie Redden
Willie Redden, (nacido el 11 de noviembre de 1960 en Fort Pierce, Florida) es un exjugador de baloncesto estadounidense nacionalizado francés. Con 2,11 metros de estatura, jugaba en la posición de pívot. 

## Trayectoria
[actualizar]

## Palmarés
- Liga de Francia: 3

CSP Limoges:  1992-93, 1993-94
Olympique 'Antibes: 1994-95
- Copa de baloncesto de Francia: 1

CSP Limoges: 1994
- Copa de Europa: 1

CSP Limoges: 1992-93